# Tấn công Sở giao dịch chứng khoán Pakistan 2020
Vào ngày 29 tháng 6 năm 2020, Quân Giải phóng Balochistan (BLA) khủng bố đã tấn công tòa nhà Sở giao dịch chứng khoán Pakistan (PSX) ở Karachi bằng lựu đạn và xả đạn bừa bãi. Ít nhất ba nhân viên bảo vệ và một thanh tra viên cảnh sát đã thiệt mạng, và bảy người khác bị thương trong vụ tấn công. Cảnh sát báo cáo rằng họ đã giết cả bốn kẻ tấn công trong thời gian 8 phút bằng bắn vào đầu.

## Tấn công
Vào ngày 29 tháng 6 năm 2020, lúc 10:02 sáng, một chiếc xe chở những kẻ tấn công đã đến Sở giao dịch chứng khoán Pakistan trên đường I. I. Chundrigar. Đến 10 giờ 10 phút, cả bốn kẻ tấn công đã bị lực lượng an ninh giết chết, theo Tổng giám đốc Sindh Rangers. Cũng theo ông, những kẻ tấn công nhằm mục đích "không chỉ giết người mà còn tạo ra tình huống bắt giữ con tin". Sau đó tình hình được kiểm soát, nhân viên an ninh đã tiến hành giải tán hiện trường và hoạt động bình thường tại địa phương đã được khôi phục chỉ trong vòng 30 - 35 phút.
Những kẻ dân quân được trang bị súng trường tự động bắn lựu đạn và sau đó bắt đầu bắn vào một đồn an ninh bên ngoài sàn giao dịch chứng khoán. "Họ đã đi trong một chiếc xe hơi Corolla màu bạc", cảnh sát trưởng thành phố Karachi Ghulam Nabi Memon kể lại với Reuters.
Các lính canh đã đánh trả, giết chết cả bốn kẻ tấn công, nhưng các nhân viên cảnh sát và nhân viên an ninh cũng bị thương vong. Giám đốc sở giao dịch chứng khoán, Abid Ali Habib, cho biết các tay súng đã tìm đường ra khỏi bãi đậu xe và "nổ súng vào mọi người". Các báo cáo cho biết hầu hết mọi người đã trốn thoát hoặc trốn trong các phòng bị khóa. Những người bên trong tòa nhà đã được sơ tán khỏi cửa sau, Geo News đưa tin.
Một sĩ quan cảnh sát và ba nhân viên bảo vệ nằm trong số những người thương vong. Trong số những người bị thương trong vụ tấn công có ba cảnh sát, hai nhân viên bảo vệ và một nhân viên giao dịch chứng khoán.  Những người bị thương đã được chuyển đến Bệnh viện Dân sự. Bốn túi đã được thu hồi tại hiện trường bao gồm bốn SMG, lựu đạn cầm tay, vũ khí, nước đóng chai và hạt chà là.

## Cuộc điều tra
Thiếu tướng Umar Bukhari nói trong một cuộc họp báo rằng "cuộc tấn công là không thể nếu không có sự giúp đỡ của cơ quan tình báo nước ngoài". Theo các nhà điều tra, kẻ chủ mưu vụ tấn công là Bashir Zeb, hiện đang trốn ở Afghanistan.
Theo Raja Umar Khattab thuộc Cục chống khủng bố (CTD), ba trong số bốn kẻ tấn công được xác định thông qua dấu vân tay của họ là Salman, Tasleem Baloch và Siraj, tất cả đều là cư dân của quận Kech, Balochistan. Chiếc xe mà họ sử dụng được Salman mua từ một phòng trưng bày ở Old Sabzi Mandi tại thành phố Karachi, hồ sơ cho thấy ông đã trả tiền mặt và nộp Thẻ nhận dạng quốc gia trên máy vi tính, và tự đăng ký thẻ. Chiếc xe được cảnh sát xác minh. Theo Khattab, những kẻ tấn công đã lái xe từ nút giao Gharibabad của Lyari Expressway và chạy qua đường Mauripur trước cuộc tấn công. Tuyến đường Gharibabad đến Merewether Tower đã được các chiến binh thăm dò trước. Những kẻ khủng bố chạy trên cao tốc Lyari Expressway từ Gharibabad đến đường Maripur và sau đó từ Tower và Custom House di chuyển đến được tòa nhà PSX.
Hai điện thoại di động, một điện thoại thông minh, đã được phục hồi từ các chiến binh tấn công đã chết. Họ dường như đã nhận được hướng dẫn từ ai đó bằng cuộc gọi thoại.

## Nhiệm vụ
Một nhóm tự nhận mình là "Lữ đoàn Majeed" của Quân đội Giải phóng Balochistan (BLA), một nhóm khủng bố do Mỹ xếp, đã nhận trách nhiệm về vụ tấn công thông qua tài khoản Twitter. Người phát ngôn cũng nói rằng tất cả các chiến binh là những kẻ tấn công tự sát. Tuy nhiên, tuyên bố của người phát ngôn BLA không được xác nhận và tài khoản Twitter của ông đã sớm bị cấm. BLA là một tổ chức khủng bố toàn cầu hoạt động chủ yếu từ các căn cứ tại Afghanistan. Trước đây, lãnh đạo BLA đã đến và ở lại Ấn Độ một thời gian để điều trị y tế. Bộ trưởng Ngoại giao Pakistan Shah Mahmood Qureshi cho rằng Ấn Độ đang kích hoạt các chiến binh nằm vùng để phá vỡ hòa bình ở Pakistan. Trong khi đó, Moeed Yusuf - Trợ lý đặc biệt của Thủ tướng Chính phủ về An ninh Quốc gia - trong một dòng tweet cho biết "đừng nhầm lẫn, cuộc tấn công hôm nay ở Karachi là khủng bố được một nhà nước bảo trợ chống lại Pakistan". Bộ Ngoại giao Ấn Độ phủ nhận mọi liên quan và trong một tuyên bố nói thêm rằng "... Ấn Độ không ngần ngại lên án khủng bố ở bất cứ nơi nào trên thế giới, kể cả ở Karachi". Thủ tướng Pakistan Imran Khan nói trước quốc hội rằng "không hề nghi ngờ rằng Ấn Độ đứng đằng sau vụ tấn công", và nói rằng đã có báo cáo tình báo về một cuộc tấn công có thể xảy ra trong hai tháng tới.

## Hậu quả
Giám đốc điều hành (CEO) của công ty an ninh tư nhân ở Pakistan tuyên bố rằng họ sẽ hỗ trợ tài chính cho gia đình của những nhân viên bảo vệ đã thiệt mạng trong vụ tấn công khủng bố. Tổ chức phúc lợi thiên tai Jafaria (JDC), một tổ chức phúc lợi, cũng tuyên bố rằng họ sẽ cung cấp 200.000 rupi cho các góa phụ của các nhân viên bảo vệ đã thiệt mạng trong vụ tấn công.
Hai cảnh sát, Muhammad Rafiq Soomro và Constable Khalil Jatoi Baloch được ca ngợi là anh hùng khắp Pakistan vì sự dũng cảm của họ. Tổng thanh tra của Cảnh sát Sindh tuyên bố thưởng 2 triệu rupi cho đội cảnh sát và tuyên dương rằng ngay cả khi sĩ quan của họ bị giết, họ vẫn tiếp tục chiến đấu với những kẻ khủng bố để ngăn chúng vào tòa nhà PSX.

## Phản ứng
PSX đã không dừng giao dịch trong cuộc tấn công. Thị trường chứng khoán đóng cửa vào thời điểm thông thường. KSE 100 Index ghi nhận mức tăng 242 điểm (0,71%) và đóng cửa ở mức 34,181.80. Tuy nhiên, trong một thời điểm ngắn do hỗn loạn ban đầu, một đợt bán tháo đã bắt đầu kéo chỉ số xuống mức thấp trong ngày khoảng 220 điểm. Nhưng sau đó, điểm chuẩn cũng đạt mức cao trong ngày là 267 điểm.